# Antita
Antita is een geslacht van rechtvleugeligen uit de familie veldsprinkhanen (Acrididae). De wetenschappelijke naam van dit geslacht is voor het eerst geldig gepubliceerd in 1908 door Bolívar.

## Soorten
Het geslacht Antita  is monotypisch en omvat slechts de volgende soort:
- Antita alca (Bolívar, 1908)